# Ratchet & Clank: Tools of Destruction
Ratchet & Clank: Tools of Destruction (в США издавалась как Ratchet & Clank Future: Tools of Destruction) — компьютерная игра в жанре платформер, разработанная компанией Insomniac Games с Sony Computer Entertainment в качестве издателя эксклюзивно для PlayStation 3. Игра была выпущена 23 октября 2007 года в США и 9 ноября 2007 года в Европе, это первая игра в серии Ratchet & Clank выпущенная для PlayStation 3 и первая игра на платформе поддерживающая функцию вибрации DualShock 3.

## Игровой процесс
Основной игровой процесс не претерпел значительных изменений по сравнению с предыдущими играми серии. Данная игра представляет собой платформер-шутер с видом от третьего лица. Большую часть времени игрок контролирует персонажа по имени Рэтчет, но встречаются секции где игроку приходится управлять его напарником — роботом по имени Кланк. Рэтчет вооружён разводным ключом OmniWrench 3000, который использует для ближнего боя и взаимодействием с окружением. Также Рэтчет по ходу игры получает доступ к большому количеству другого оружия и устройств для более эффективного сражения с противниками. Всего в игре 31 тип оружия. Как и раньше, по мере использования оружие развивается и получает новые свойства, но теперь ряд улучшений игрок осуществляет используя кристаллы раритания (англ. Raritanium). Игровой процесс за Кланка сводится к победе над врагами и решению головоломок используя силы инопланетных существ Зони (англ. Zoni), среди которых замедление времени и левитация. Среди прочего в игре появились секции космических сражений выполненные в стиле рельсового шутера.

## Сюжет
На планету-мегаполис Керван (англ. Kerwan), на которой находятся герои, начинается вторжение армии империи крагмайтов (англ. Cragmites) возглавляемой императором Персивалем Тахионом (англ. Percival Tachyon). Император требует капитуляции героев, но им удаётся сбежать угнав звездолёт самого Тахиона. Убегая от преследования герои разбивают звездолёт на планете Кобалия (англ. Cobalia), где герои узнают, что Тахион захватил уже многие планеты. Также на связь с Кланком выходит раса инопланетян Зони которых видит только он, Зони сообщают Кланку, что он был создан для особой цели и что узнать больше о Тахионе герои смогут в неком храме в космосе.
Герои прибывают на космическую станцию в поясе астероидов, где встречают Тальвин Аподжи (англ. Talwyn Apogee) и её роботов-напарников Кронка и Зефира. Тальвин — дочь Макса Аподжи, исследователя расы ломбаксов и тайны их исчезновения. Рэтчет узнаёт, что ломбаксы воевали с империей крагмайтов, но смогли изгнать их всех в другое измерение используя устройство именуемое « Измеренитель» (англ. Dimensionator). Ломбаксы обнаружили последнее яйцо крагмайта и решили не уничтожать его, а вырастить, но со временем родившийся из яйца Тахион узнал о случившимся и решил извести ломбаксков. Выжившие ломбаксы использовали Измеренитель чтобы сбежать в другое измерение, оставив только маленького Рэтчета и его отца Кадена, назначенного быть стражем Измеренителя. Отец отправил Рэтчета на планету Велдин (англ. Veldin) в галактике Солана, в надежде, что там Тахион его не найдёт. Узнав обо всём об этом Рэтчет решает найти Измеренитель и вернуть свой народ.
Используя подсказку Макса Аподжи Рэтчет находит Измеренитель на планете Джасинду (англ. Jasindu) под охраной местных аборигенов. Рэтчету почти удаётся заполучить устройство, но его уводят из под носа космические пираты капитана Ромула Слага (англ. Romulus Slag). Рэтчет бросается в погоню. Пока герои разбираются с космическими пиратами, капитану Кварку, сбежавшему от Тахиона, удаётся выкрасть Измеренитель и отвезти его на родную планету крагмайтов чтобы уничтожить. Тахион отбирает Измеренитель у Кварка и возвращает крагмайтов которые начинают захват галактики. Тахион заманивает Рэтчета на Фастун (англ. Fastoon), родную планету ломбаксов, где предлагает пощадить Рэтчета отправив его к остальным ломбаксам, но Рэтчет понимает, что нужен Тахиону только чтобы тот мог найти ломбаксов, которых он хочет уничтожить. Начинается схватка во время которой Измеренитель затягивает Рэтчета, Кланка и Тахиона в параллельное измерение и ломается. Рэтчет побеждает, а Тахиона затягивает в чёрную дыру, героям удаётся починить Измеренитель для последнего прыжка в своё измерение.
После победы над Тахионом Тальвин, Кронк и Зефир пытаются утешить Рэтчета, что они найдут способ вернуть ломбаксов, но тут появляются Зони и уносят Кланка с помощью телекинеза, Рэтчет клянётся вернуть друга.

## Разработка
Игра была анонсирована 22 марта 2006 года на Game Developers Conference. При разработке команда Insomniac Games поделилась на две части, одна часть во главе с Тедом Прайсом работала над серией Resistance, в то время как вторая часть во главе с Брайаном Альгайером занялась разработкой Ratchet & Clank. Для игры использовали модифицированную версию движка Resistance: Fall of Man, было уделено особое внимание функциям контроллера Sixaxis. Брайан Альгайер заявлял в интервью, что целью команды было добаться визуального качества как у трёхмерного мультфильма и, он считает, что команде это удалось. Игра была выпущена 23 октября 2007 года.

## Оценки прессы и продажи
| Сводный рейтинг       | Сводный рейтинг |
| Агрегатор             | Оценка          |
| --------------------- | --------------- |
| GameRankings          | 88,74 %         |
| Metacritic            | 89/100          |
| Иноязычные издания    |                 |
| Издание               | Оценка          |
| 1UP.com               | A-              |
| Famitsu               | 36/40           |
| GamePro               | [ 13 ]          |
| GameRevolution        | B               |
| GameSpot              | 7,5/10          |
| GameSpy               | [ 15 ]          |
| GameTrailers          | 9/10            |
| IGN                   | 9,4/10          |
| Русскоязычные издания |                 |
| Издание               | Оценка          |
| Gametech              | Отлично         |
| «Страна игр»          | 8,5/10          |

Игра была тепло встречена прессой, усреднённая оценка игры на основании 70 рецензий на сайте-агрегаторе Metacritic составляет 89 баллов из 100 возможных.
За первую неделю в США продажи составили около 75 000 копий игры, Sony Computer Entertainment of America заявила что очень довольна стартовыми продажами. По данным компании VGChartz итоговые продажи составили более 2,5 миллионов копий
На Spike Video Game Awards в 2007 году игра победила в номинации «Лучшая игра для PlayStation», а также была номинирована в категории «Лучшая игра в жанре Action», но уступила Super Mario Galaxy.